# Jan S. Nilsson
Jan Simon Nilsson, född 23 januari 1932 i Göteborg, död 31 maj 2010 i Hindås, var en svensk fysiker och akademisk ledare.
Nilsson blev student vid Vasa högre allmänna läroverk i Göteborg 1952, civilingenjör vid Chalmers 1956, teknologie licentiat där 1959, teknologie doktor i matematisk fysik där 1962, phil. dr. i teoretisk fysik vid University of Rochester i New York 1962, associated professor of physics vid University of Virginia 1964–1965, laborator i teoretisk fysik vid Chalmers 1965–1968, biträdande professor där 1969–1979, professor i matematisk fysik där 1979, rektor vid Göteborgs universitet 1986–1992 samt ledamot av verkställande ledningen för Knut och Alice Wallenbergs stiftelse från 1992.
Nilsson var även dekanus vid matematiska-naturvetenskapliga fakulteten vid Göteborgs universitet, visiting professor vid University of Texas, Stanford University, Wiens universitet och CERN, styrelseledamot i Göteborgs universitet och i Svenska mässans stiftelse samt styrelseordförande i Forskning & Framsteg.
Nilsson invaldes 1986 som ledamot av Vetenskapsakademien och blev 1993 ledamot av Kungliga Ingenjörsvetenskapsakademien (avd. XI). Han var sedan 1985 ledamot av Vetenskaps- och vitterhetssamhället i Göteborg och var även ledamot av Svenska fysikersamfundet. Han utnämndes till hedersprofessor i teoretisk fysik vid universitetet i Wien 1974. 
Jan S. Nilsson var son till överläraren Albin Nilsson och folkskolläraren Karin, född Edström. Han var gift 1959–1979 med Alessandra Roboz, född 1937 i Alba, Italien.